# Lonicera hirsuta
Lonicera hirsuta är en kaprifolväxtart som beskrevs av Eat. Lonicera hirsuta ingår i släktet tryar, och familjen kaprifolväxter. Inga underarter finns listade i Catalogue of Life.

## Bildgalleri

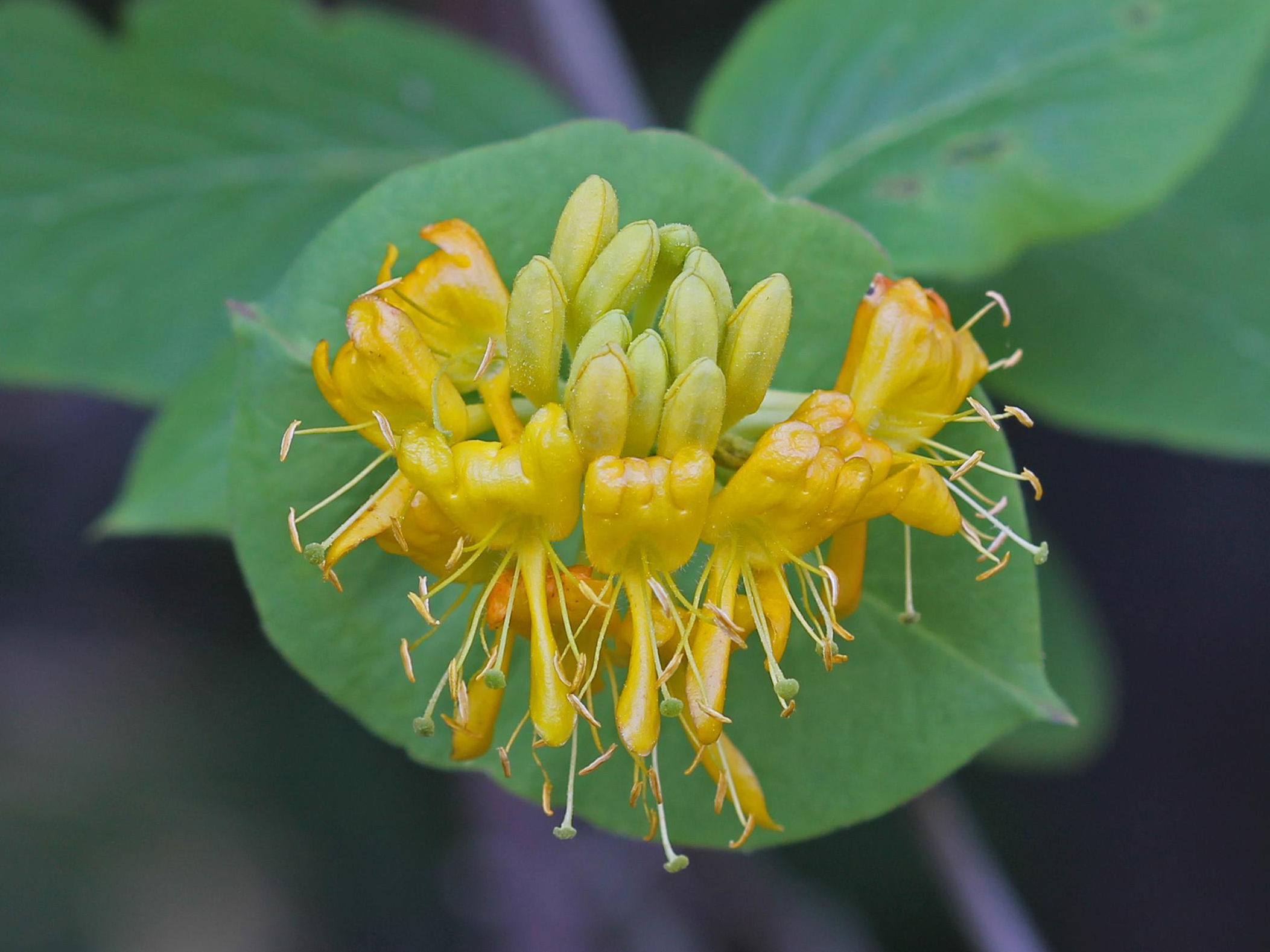